# Émile Anizan
Émile Anizan (* 6. Januar 1853 in Artenay; † 1. Mai 1928 in Paris) war ein französischer römisch-katholischer Geistlicher und Sozialkatholik, Oberer der Patres und Brüder vom Heiligen Vinzenz von Paul und Gründer der Söhne der christlichen Liebe. 

## Herkunft und Ausbildung zum Priester
Jean-Émile Anizans Vater war Arzt. Verwandte seiner Mutter waren Romain-Frédéric Gallard, Bischof von Meaux, und Constant Gallard, Kaplan der Kaiserin Eugénie. Er wuchs als drittes von vier überlebenden Kindern auf und ging zuerst in Artenay zur Schule, wo er Charles Gibier (1849–1931), den späteren Bischof von Versailles, zum Mitschüler hatte. Mit neun Jahren kam er ins Internat nach Orléans. Ab 1872 besuchte er das Priesterseminar der Sulpizianer in Paris.

## Schwieriger Eintritt in die Kongregation
1874 entdeckte er die Religiosen vom Heiligen Vinzenz von Paul, traf mit deren Gründer, Jean-Léon Le Prevost, zusammen und beschloss, sein Leben als Priester in den Dienst der Armen zu stellen. Als er 1877 zum Priester geweiht wurde, scheiterte jedoch sein Eintrittsversuch am Widerstand der Bischöfe Félix Dupanloup (bis 1878) und Pierre-Hector Coullié. Ab 1878 war er Kaplan in Olivet, ab 1885 in Orléans in einer Gemeinde, die vor allem von Arbeitern bevölkert war. Nachdem er in eine persönliche Krise geraten war, erlaubte ihm 1886 endlich Bischof Coullié den Eintritt in die Kongregation der Religiosen vom Heiligen Vinzenz von Paul. Nach Postulat und Noviziat in Chaville kam er im Oktober 1887 in das Zentrum Sainte-Anne des Arbeiterviertels Charonne im 20. Arrondissement von Paris. Am 8. Dezember 1888 legte er Profess ab.

## Apostel der Armen und Arbeiter
Anizan entdeckte das Viertel durch systematische Hausbesuche bei den Bedürftigsten, nach dem Vorbild der Vinzentinerin Rosalie Rendu. Er gründete das Hilfswerk „Heilige Familie“ und stützte sich, zur Verbreitung des Apostolats, auf die schon aufgenommenen Arbeiter und deren Frauen. Sogenannte „Komitees für das Gute“ leisteten religiöse Laienarbeit bei Nachbarn und Arbeitskollegen. Daneben gründete er gewerkschaftsähnliche Gruppierungen. Bis 1894 wurde er zum regelrechten Volkshirten und Apostel der Armen. Überliefert ist aus dieser Zeit sein Ausruf: „Oh, wenn die Reichen wüssten!“ (Ah! Si les riches savaient!)
1894 stieg Anizan in seiner Kongregation zum zweiten Mann (nach dem Generaloberen) auf. Er sah seine Mitbrüder als „wahre Mönche“ des 19. und 20. Jahrhunderts. Der einzige Vorwurf, den er sich und ihnen noch zu machen hatte, war: „Wir sind nicht unvorsichtig genug“ (On n’est pas assez imprudents). 1899 griff die Kongregation nach Italien, Belgien und Kanada aus. Anizan wurde Sekretär und Vizepräsident der Vereinigung der katholischen Arbeitervereine, in deren 1900 gegründetem Organ L’Union. Revue mensuelle de l'Union des associations ouvrières catholiques er bis 1914 mehr als hundert Artikel verfasste. Darin stellte er das einfache Volk als wahres Opfer der modernen Welt heraus, dem die wesentliche Zuwendung der Kirche zu gelten habe.

## Wahl zum Oberen und Absetzung
Was sich nun herausbildete und 1913 zum Ausbruch kam, war die innere Spaltung der Kongregation in zwei Lager mit verschiedener Auffassung über die zu setzenden Prioritäten. Anizan war der Meinung, im Zentrum des christlichen Engagements habe zu seiner Zeit die arme Arbeiterschaft zu stehen. Demgegenüber setzte das andere Lager an die oberste Stelle den Kampf der Kirche gegen den theologischen und gesellschaftlichen Modernismus. Dieses Lager verweigerte, wie die Mehrheit der französischen Katholiken, die von Papst Leo XIII. in der Enzyklika Au milieu des sollicitudes empfohlene Akzeptanz der Demokratie (in Frankreich unter dem Schlagwort „Ralliement“ = Annäherung an die Republik) und fühlte sich durch den ultra-konservativen Papst Pius X. (1903–1914) in seiner Modernitätsverweigerung bestärkt. Anizans Betonung des Sozialen geriet in den Verdacht des Sozialistischen.
Als 1907 der bisherige anti-modernistische Generalobere zu ersetzen war, wurde zwar Anizan mit Hilfe des Kurienkardinals Vives y Tutó zum Oberen gewählt und konnte die Kongregation weiter in Richtung Arbeiterpastoral und Gründung katholischer Gewerkschaften führen, doch starb der Kardinal im September 1913, und damit gewann das gegnerische Lager die Oberhand. Im Zeichen der seit 1909 bestehenden quasi geheimdienstlichen Verfolgungsorganisation Sodalitium Pianum visitierte Jules Saubat (1867–1949), Priester des Heiligsten Herzens Jesu, im Auftrag des Heiligen Stuhls die Kongregation in Paris. Er denunzierte auf Seiten Anizans einen „sozialen Modernismus“. Anizan wurde im Januar 1914 seines Amtes enthoben, ein Vorgehen, das von der katholischen Presse Frankreichs (La Croix, L’Univers) im Kontext der Auseinandersetzung von Modernisten und Traditionalisten (Integralisten) interpretiert und überwiegend gebilligt wurde. Der größere Teil der Kongregationsmitglieder trat aus, womit verbunden war, dass ihnen die Seelsorge in den Bistümern Paris und Versailles verwehrt war. Anizan kam im Bistum Monaco unter.

## Militärseelsorger
Nach einem Aufenthalt in der Kartause Pleterje verließ Anizan im Juli 1914 die Kongregation und engagierte sich ab August (bis 1916) im Umkreis Verdun als Weltpriester und inoffizieller Militärseelsorger. 1916 wurde er mit dem Kriegskreuz ausgezeichnet.

## Neue Gründung
Nach dem Rückschlag im Frühjahr 1914 gab Anizan sein Ideal nicht auf, sondern dachte an die Gründung einer eigenen Kongregation. Im Dezember des gleichen Jahres legte er mit drei Gleichgesinnten (darunter Charles Devuyst, 1881–1931) private Gelübde ab, die zu Kriegszeiten nicht in eine offizielle Gründung münden konnten, die aber weitere Mitbrüder anzogen. Ab Oktober 1915 erreichte Erzbischof Kardinal Léon-Adolphe Amette bei Papst Benedikt XV. eine Lockerung der Maßnahmen gegen Anizan, und im Mai 1916 bewog der vom Kardinal beauftragte Priester Daniel Fontaine (1862–1920) den Papst, Anizan zum Pfarrer der stark industrialisierten Ortschaft Clichy zu ernennen. Ab Oktober 1916 wirkte er dort in der Pfarrei Notre-Dame-Auxiliatrice (Maria, Hilfe der Christen). 
Am 25. Dezember 1918 kam es zur offiziellen Gründung der Kongregation „Söhne der christlichen Liebe“ (Fils de la charité), deren Aufgabe definiert war als „évangélisation populaire, principalement dans les paroisses ouvrières“ (Evangelisierung des breiten Volkes, vornehmlich in Arbeiterpfarreien). 1920 wurde in Yerres ein Noviziat eröffnet. Ende des Jahres zählte die Kongregation 33 Professen, samt und sonders ehemalige Mitglieder der Religiosen vom Heiligen Vinzenz von Paul. Sie übernahm weitere Pfarreien in Paris (Rue de la Roquette), Colombes (Petit-Colombes), Le Kremlin-Bicêtre, Argenteuil und Athis-Mons. 

## Päpstliche Anerkennung der Kongregation und Tod
Nach einem vorbereitenden Zusammentreffen Anizans mit Papst Benedikt im Dezember 1921 in Rom unterzeichnete Papst Pius XI. am 4. März 1924 das Anerkennungsdekret der Kongregation, für das ihm Anizan im Frühjahr 1925 in Rom persönlich danken konnte.
1926 gründete er zusammen mit Thérèse Joly (1879–1956) die Kongregation Auxiliatrices de la charité (Helferinnen der christlichen Liebe). 1927 traf er mit Joseph Cardijn zusammen, dem Begründer der internationalen Christlichen Arbeiterjugend (CAJ). 1928 starb er im Alter von 75 Jahren.

## Werke
- Choix de lettres et d'écrits spirituels. Secrétariat des Fils de la charité, Issy 1949. 
  - Choix de lettres et d'écrits spirituels de Jean-Émile Anizan, fondateur des fils de la Charité. Hrsg. von Gabriel Bard. Paris 1998.
- Quand la charité s'empare d'un homme. Ecrits spirituels de Jean-Émile Anizan (1853–1928), fondateur des Fils de la Charité. Hrsg. von Pierre Le Clerc und Jean-Yves Moy. Cerf, Paris 1992.
- Aumônier à Verdun. Journal de guerre et lettres du père Anizan. Hrsg. von Jean-Yves Moy. Presses universitaires de Rennes, Rennes 2015, 2018 (Vorwort von Pierre Tritz, 1914–2016).